# Hercegovsko-neretvanski kanton
Hercegovsko-neretvanski kanton (hrvaško Hercegovačko-neretvanska županija, bosansko Hercegovačko-neretvanski kanton) je eden od desetih kantonov Federacije Bosne in Hercegovine v Bosni in Hercegovini.
Na zahodu meji na Zahodnohercegovski kanton, na severozahodu na Kanton 10, na severu na Osrednjebosanski kanton, na severovzhodu na Kanton Sarajevo in na vzhodu na Republiko Srbsko. S površino 4401 km², ki predstavlja 16,85 % površine Federacije in 8,59 % ozemlja Bosne in Hercegovine, je za Kantonom 10 drugi največji kanton v Federaciji. Po podatkih popisa iz leta 2013 ima 222 007 prebivalcev; prebivalstvo je mešano hrvaško in bošnjaško.
H kantonu spadajo mesta Mostar in Čapljina ter občine Čitluk, Jablanica, Konjic, Neum, Prozor-Rama, Ravno in Stolac.